# Głodowo (Ruciane-Nida)

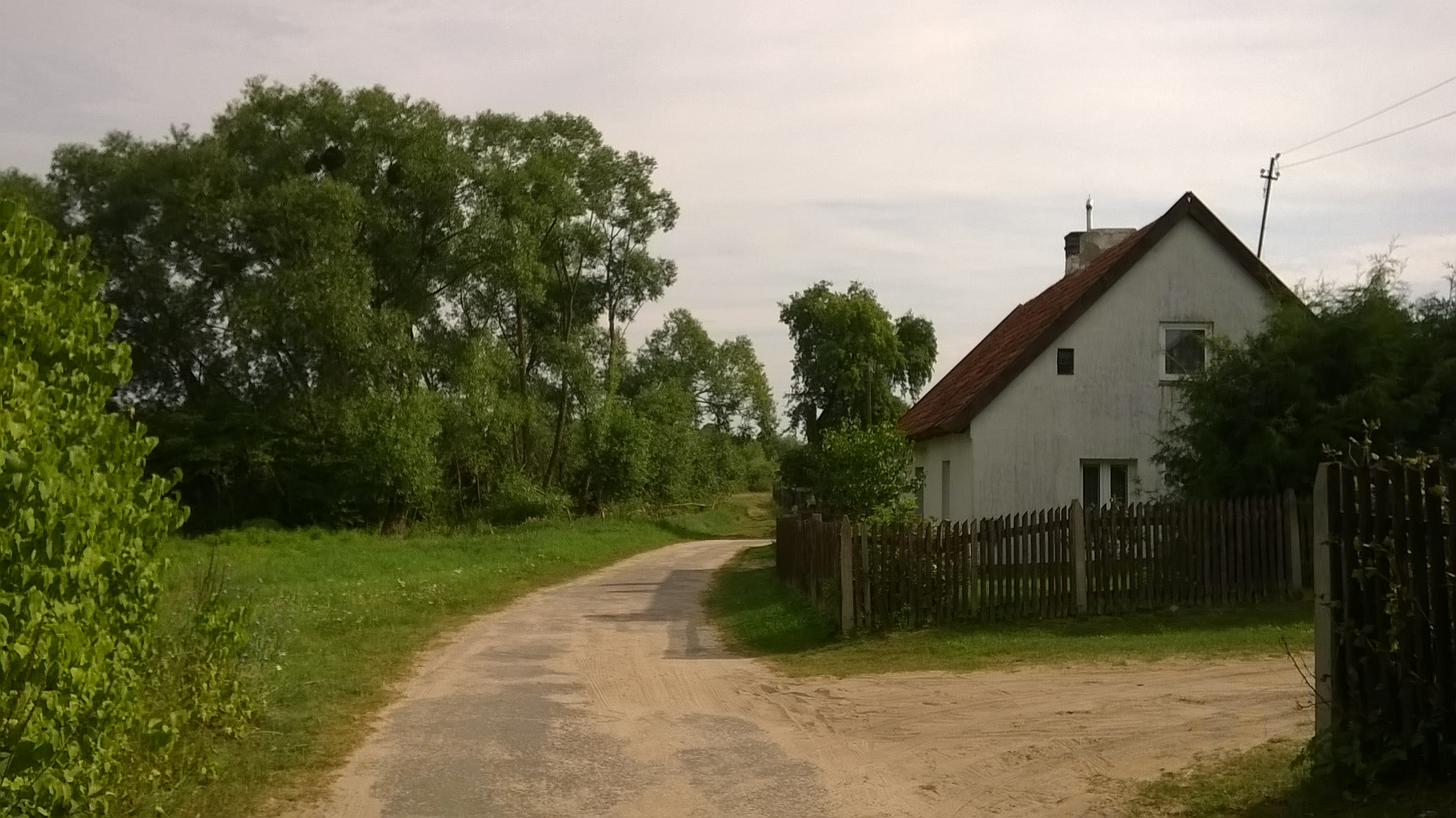
Ortsansicht von Glodowo

Głodowo [ɡwɔˈdɔvɔ] (deutsch Glodowen, 1935–1945 Spirdingshöhe) ist ein Ort in der polnischen Woiwodschaft Ermland-Masuren. Er gehört zur Gmina Ruciane-Nida (Stadt- und Landgemeinde Rudczanny/Niedersee-Nieden) im Powiat Piski (Kreis Johannisburg).

## Geographische Lage
Głodowo am Südufer des Spirdingsees (polnisch Jezioro Śniardwy) liegt im Südosten der Woiwodschaft Ermland-Masuren, 15 Kilometer nordwestlich der Kreisstadt Pisz (deutsch Johannisburg).

## Geschichte
Das einstige Gutsdorf Glodowen bestand aus einigen großen und kleinen Höfen. 1874 wurde es in den neu errichteten Amtsbezirk Weissuhnen (polnisch Wejsuny) eingegliedert, der bis 1945 bestand und zum Kreis Johannisburg im Regierungsbezirk Gumbinnen (ab 1905 Regierungsbezirk Allenstein) in der preußischen Provinz Ostpreußen gehörte. Im Jahr 1910 zählte der Gutsbezirk Glodowen 57 Einwohner. Am 30. September 1928 wurde Glodowen in die benachbarte Landgemeinde Konzewen (1938–1945 Warnold, polnisch Końcewo) eingemeindet und am 19. August 1935 aus politisch-ideologischen Erwägungen der Abwehr fremdländisch klingender Ortsnamen in Spirdingshöhe umbenannt.
1945 kam das Dorf in Kriegsfolge mit dem gesamten südlichen Ostpreußen zu Polen und erhielt die polnische Namensform Głodowo. Heute ist es eine Ortschaft im Verbund der Stadt- und Landgemeinde Ruciane-Nida (Rudczanny/Niedersee-Nieden) im Powiat Piski, bis 1998 der Woiwodschaft Suwałki, seither der Woiwodschaft Ermland-Masuren zugehörig. 

## Religionen
Kirchlich ist Głodowo wie bereits vor 1945 zur evangelischen Dorfkirche Wejsuny in der Diözese Masuren der Evangelisch-Augsburgischen Kirche in Polen – bis 1945 Dorfkirche Weissuhnen in der Kirchenprovinz Ostpreußen der Evangelischen Kirche der Altpreußischen Union – ausgerichtet. 
Katholischerseits gehört Głodowo heute wie vor 1945 zur Pfarrei in Pisz (Johannisburg), seinerzeit im Bistum Ermland, jetzt im Bistum Ełk der Römisch-katholischen Kirche in Polen gelegen.

## Verkehr
Verkehrstechnisch liegt Głodowo ein wenig abseits. Eine Bahnanbindung besteht nicht. Das Dorf ist über eine Nebenstraße von Wejsuny (Groß Weissuhnen) aus über Koncewo (Konzewen, 1938–1945 Warnold) zu erreichen.